# Nový Dvůr (Bor)
Nový Dvůr je malá vesnice, část města Bor v okrese Tachov v Plzeňském kraji. Nachází se asi tři kilometry jihovýchodně od Boru. Nový Dvůr leží v katastrálním území Boječnice o výměře 5,86 km².

## Historie
První písemná zmínka o vesnici pochází z roku 1593.

## Obyvatelstvo
Dne 2. listopadu 1955 se přistěhovalo do Nové Dvora 5 rodin - rumunských Slováků z obce Zelená Lhota, okres Klatovy.
| Rok            | 1869 | 1880 | 1890 | 1900 | 1910 | 1921 | 1930 | 1950 | 1961 | 1970 | 1980 | 1991 | 2001 | 2011 | 2021 |
| -------------- | ---- | ---- | ---- | ---- | ---- | ---- | ---- | ---- | ---- | ---- | ---- | ---- | ---- | ---- | ---- |
| Počet obyvatel | 117  | 106  | 87   | 95   | 114  | 112  | 113  | 96   | 96   | 94   | 67   | 41   | 45   | 51   | 39   |
| Počet domů     | 18   | 18   | 19   | 19   | 21   | 22   | 23   | 24   | 24   | 19   | 20   | 20   | 20   | 20   | 19   |

## Územní příslušnost
- k 1. lednu 1948 patřila obec Boječnice a osada Nový Dvůr do soudního okresu Přimda, správní okres Tachov, poštovní úřad Bor u Tachova, stanice sboru národní bezpečnosti Bor u Tachova, železniční stanice a nákladiště Stráž u Tachova. Státní statistický úřad uvádí, že k 22. květnu 1947 bylo v obci Boječnice sečteno 137 přítomných obyvatel.[8]
- k 1. únoru 1949 patřila obec Boječnice a osada Nový Dvůr o celkové výměře 586 ha do okresu Tachov, kraj Plzeňský[9]

- k 1. lednu 1950 patřila obec Boječnice a osada Nový Dvůr v okrese Tachov, kraj Plzeňský, k matričnímu úřadu při Místním národním výboru v Boru. Do matriční obvodu Bor patřily tyto obce : 1. Bor, 2. Boječnice, 3. Borovany, 4. Čečkovice, 5. Doly, 6. Kosov, 7. Kurojedy, 8. Lhota, 9. Lužná, 10. Málkovice, 11. Mlýnec, 12. Ostrov, 13. Skviřín, 14. Vysočany[10][11]
- k 1. červenci 1952 měla obec Boječnice, okres Tachov, kraj Plzeňský tyto části : 1. Boječnice, 2. Nový Dvůr, matriční úřad při MNV v Boru[12]
- k 1. lednu 1955 patřila obec Boječnice a její části : 1. Boječnice, 2. Nový Dvůr do okresu Tachov, kraj Plzeňský, železniční stanice osobní a nákladní Bor u Tachova, matriční úřad u MNV Bor[13]
- k 1. červenci 1960 byla osada Boječnice částí obce Borovany, osada Nový Dvůr byla částí města Bor[14]
- k 1. lednu 1964 byla osada Borovany a osada Boječnice částí města Bor[15]
- k 1. lednu 1965 patřila osada Boječnice, osada Borovany do města Bor[16]

## Pamětihodnosti
- Smírčí kříž – stojí při silnici do Boru[17]